# Alcamín de Suso
Alcamín de Suso es un despoblado español del municipio de El Perdigón, perteneciente a la provincia de Zamora, en la comunidad autónoma de Castilla y León.

## Toponimia
El lugar puede aparecer referido como «Alcamín de Suso» y «Alcamín Alto».

## Historia
Hacia mediados del siglo XIX, el lugar, por entonces perteneciente al municipio de Tardeobispo, estaba ya despoblado. Aparece descrito en el primer volumen del Diccionario geográfico-estadístico-histórico de España y sus posesiones de Ultramar de Pascual Madoz con las siguientes palabras:

ALCAMIN ALTO: desp. y cot. red. de ant. señ. ecl. en la prov., part. jud. y dióc. de Zamora (1 leg.). ayunt. y parr. de Tardeobispo (1/4): consiste en una planicie que se eleva unas seis varas castellanas sobre el nivel comun del terreno que le rodea, que tiene de estension de N. á S. 1/2 leg., y 1/4 de E. á O., y en una parte de su terr., llamada los Casales, hay una fuente que desagua en una laguna, y vestigios de una pobl., distinguiéndose aun los lím. y divisiones de las casas que habia. Se ignora á que punto fijo la época y las causas de su desaparicion, y solamente puede traslucirse de los libros parroquiales que 400 años atras ya estaba despoblado como ahora. El térm. confina por el N. con la deh. de Congosta, por el O. con el de Furnias, por el S. con el de Tardeobispo, y por el E. con el de Alcamin Bajo. El terreno en lo general es llano, á escepcion de algunos regueros y hondonadas en que están las praderas destinadas al pasto de los ganados: la parte roturada, que ascenderá á 100 fan. de 300 estadales cada una, es bastante estéril y de mala calidad; y en la parte estrema del NO. tiene un montecito de 1/8 de leg. de estension, que va poblándose, y se repara de los destrozos que sufrió durante la guerra de la Independencia, y es de grande utilidad á las pobl. inmediatas á él, bastante escasas de combustibles: prod.: sobre unas 100 fan. de trigo, y otras 100 de centeno: cria 500 ovejas que dan sobre 200 corderos y 40 a. de lana. Vale en arriendo 2,000 rs. anuales, y en el dia está desamortizado.
(Madoz, 1845, p. 393)